# Silene legionensis
Silene legionensis là loài thực vật có hoa thuộc họ Cẩm chướng. Loài này được Lag. miêu tả khoa học đầu tiên năm 1816.